# Was soll ich aus dir machen, Ephraim
Was soll ich machen aus dir, Efraim? (Que ferai-je de toi, Ephraïm ?), (BWV 89), est une cantate religieuse de Johann Sebastian Bach composée à Leipzig en 1723.

## Histoire et livret
Bach écrivit cette cantate durant sa première année à Leipzig pour le vingt-deuxième dimanche après la Trinité et la dirigea le 24 octobre 1723. Pour cette destination liturgique, deux autres cantates ont franchi le seuil de la postérité : les BWV 55 et 115. L'analyse de l'œuvre laisse penser qu'il s'agit d'une ancienne cantate - perdue - de l'époque de Weimar retravaillée pour l'occasion. Les lectures prescrites pour ce dimanche étaient Phil. 1 : 3–11, remerciements et prière pour la communauté à Philippi et Mat. 18: 23–35, la parabole du mauvais serviteur.
Le poète inconnu du texte de la cantate souligne l'opposition dans l'Évangile entre la justice de Dieu et les hommes injustes. Le texte commence avec la citation du prophète Osée 11: 8. Les deux mouvements suivants, récitatif et aria, reflète la condition pécheresse de l'homme puis une autre paire récitatif / aria traite de la pitié de Dieu. Le choral final reprend la septième strophe du Wo soll ich fliehen hin de Johann Heermann (1630), que Bach traitera complètement l'année suivante dans sa cantate chorale Wo soll ich fliehen hin, (BWV 5).

## Structure et instrumentation
La cantate est écrite pour cor, deux hautbois, deux violons, alto, basse continue, trois solistes vocaux (soprano, alto, basse) et chœur à quatre voix.
Il y a six mouvements :
1. aria (basse) : Was soll ich aus dir machen, Ephraim
2. récitatif (alto) : Ja, freilich sollte Gott
3. aria (alto) : Ein unbarmherziges Gerichte
4. récitatif (soprano) : Wohlan! mein Herze legt
5. aria (soprano) : Gerechter Gott, ach, rechnest du?
6. choral : Mir mangelt zwar sehr viel

## Musique
La cantate est écrite comme une musique de chambre. Le choral seul est disposé en quatre parties, la voix alto chante le péché de l'homme, la soprano la grâce de Dieu et la basse est la voix de Dieu dans le mouvement d'ouverture. Sur quelques copies des parties, le mouvement est indiqué « aria » mais nous ne savons pas si cette indication est autorisée par Bach. D'un point de vue formel, ce mouvement présente quelques caractéristiques d'une aria, tel une ritournelle pour ouvrir le mouvement et encadrer les sections de texte, mais aussi quelque aspects d'un arioso, par exemple dans la libre disposition des sections. La dernière section « meine Barmherzigkeit ist zu brünstig » est insérée dans une ritournelle, laquelle se répète une fois encore. Un motif dans la ritournelle est semblable à un autre motif que l'on trouve dans « Lasset uns den nicht zerteilen » de la passion selon saint Jean et peut illustrer l'indécision dans les deux cas. Les trois mouvements suivant, deux récitatifs et une aria expressive sont accompagnés du seul continuo, ainsi que la dernière aria par un hautbois obligé. Le choral final est disposé pour quatre parties, la mélodie de la soprano est doublée par le cor, les hautbois et le premier violon.

## Sources
- (en) Cet article est partiellement ou en totalité issu de l’article de Wikipédia en anglais intitulé « Was soll ich aus dir machen, Ephraim, BWV 89 » (voir la liste des auteurs).
- Gilles Cantagrel, Les cantates de J.-S. Bach, Paris, Fayard, mars 2010, 1665 p.  (ISBN 978-2-213-64434-9)